# Sosnová (ort i Tjeckien, lat 50,00, long 17,66)
Sosnová är en ort i Tjeckien. Den ligger i den östra delen av landet, 230 km öster om huvudstaden Prag. Sosnová ligger 403 meter över havet och antalet invånare är 412.
Terrängen runt Sosnová är platt åt sydost, men åt nordväst är den kuperad. Runt Sosnová är det ganska tätbefolkat, med 65 invånare per kvadratkilometer. Närmaste större samhälle är Opava, 18,3 km öster om Sosnová. Trakten runt Sosnová består till största delen av jordbruksmark.